# Caroline Herschel

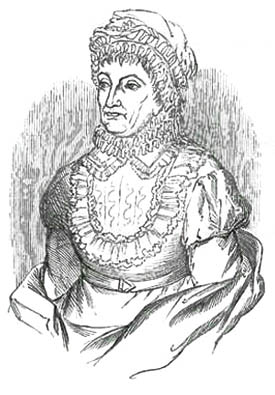
Caroline Lucretia Herschel

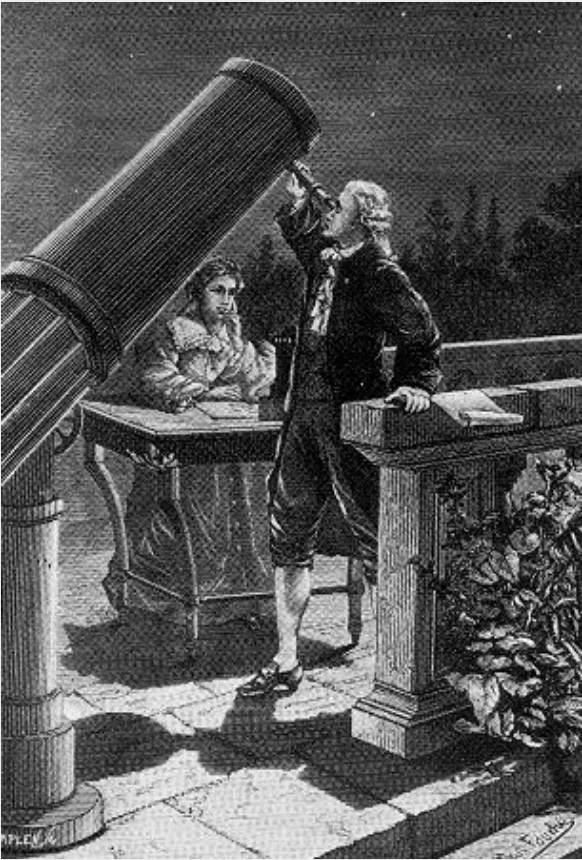
Obraz przedstawiający Caroline Herschel i jej brata w nocy 13 marca 1781, podczas której William odkrył Urana

Caroline Lucretia Herschel (ur. 16 marca 1750 w Hanowerze, zm. 9 stycznia 1848 w Hanowerze) – brytyjska astronomka pochodzenia niemieckiego; współpracując z bratem Williamem Herschelem, odkryła osiem nowych komet.

## Życiorys
Urodziła się w Hanowerze, a jesienią 1772 przeniosła się do brata Williama, mieszkającego w Anglii. Tam zaczęła wspólnie z bratem prowadzić obserwacje astronomiczne, a także występowała na koncertach jako śpiewaczka.
Od 1782 została asystentką swojego brata (którego król Jerzy III mianował nadwornym astronomem królewskim) i zajmowała się głównie obserwacjami oraz związanymi z nimi skomplikowanymi obliczeniami. W latach 1783, 1784 i 1787 odkryła 10 obiektów (galaktykę i gromady otwarte), które znalazły się później w katalogu NGC. Jako pierwsza kobieta w historii odkryła kometę 1 sierpnia 1786, co przyniosło jej rozgłos (była to kometa C/1786 P1). W następnym roku Jerzy III przyznał jej jako pierwszej kobiecie oficjalne stanowisko naukowe i pensję w wysokości 50 funtów rocznie na kontynuowanie prac jej brata. Łącznie w latach 1786–1797 odkryła 8 komet, w tym powracającą w okolice Słońca kometę Enckego, o której nie wiedziano jeszcze, że jest kometą okresową.
W 1797 przedstawiła Royal Society Index do obserwacji Flamsteeda wraz z katalogiem 561 gwiazd, których dotąd brakowało w spisach naukowych.
Po śmierci brata powróciła do Hanoweru w 1822, gdzie kontynuowała obserwacje astronomiczne. W 1828 uzupełniła i opublikowała prace swojego brata na temat odkrytych przez niego mgławic.

## Uhonorowanie
W 1828 Królewskie Towarzystwo Astronomiczne (Royal Astronomical Society) nadało jej honorowe członkostwo oraz odznaczyło ją złotym medalem – jako pierwszą i jedyną kobietę, aż do 1996, kiedy taki medal otrzymała Vera Rubin.
W 1846 otrzymała złoty medal od króla Prus.
Na jej cześć zostały nazwane:
- kometa 35P/Herschel-Rigollet
- planetoida (281) Lucretia
- krater C. Herschel w Sinus Iridum na Księżycu[4]

14 maja 2009 roku Europejska Agencja Kosmiczna (ESA) wysłała na orbitę największy w historii badań kosmosu teleskop (zwierciadło o średnicy 3,5 metra), nazwany właśnie od słynnego rodzeństwa astronomów: Williama i jego siostry Caroline – Kosmiczne Obserwatorium Herschela.